# Airliner Number 4

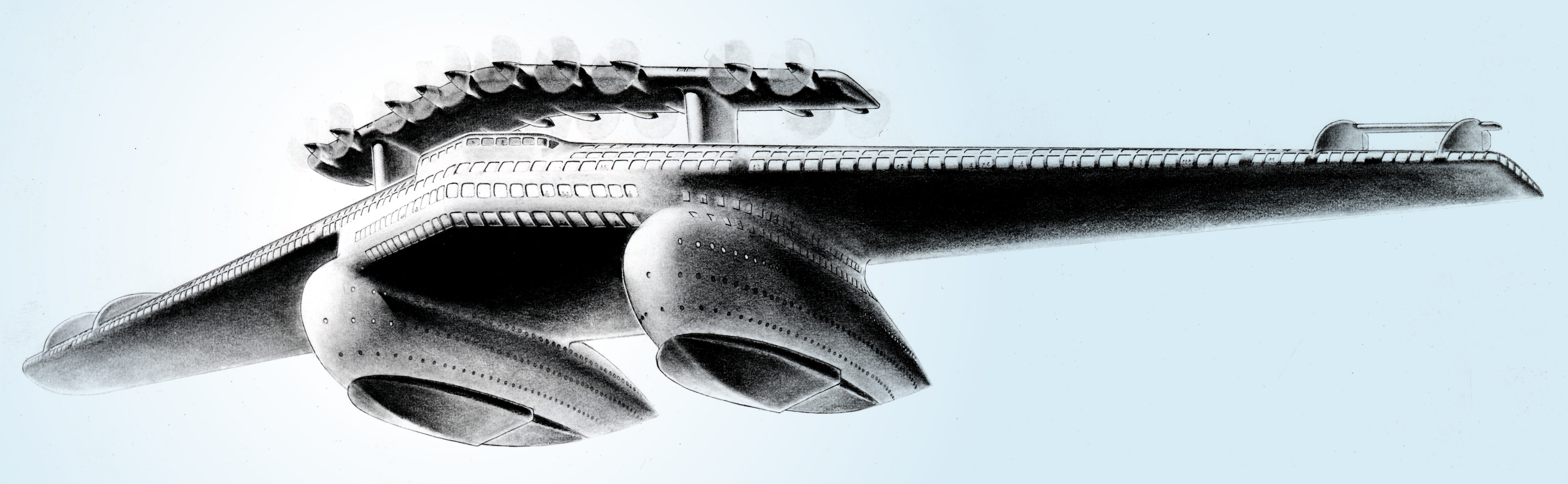
Entwurfszeichnung des Airliner Number 4, circa 1929–32

Airliner Number 4 ist die Bezeichnung für den Projektentwurf eines großen Flugbootes des US-amerikanischen Bühnenbildners und Produktdesigners Norman Bel Geddes aus den 1920er Jahren.
1927 gab Geddes seine Tätigkeit als Bühnenbildner auf und wandte sich dem Design von Autos, Schiffen und Flugzeugen zu. Kennzeichnend war die aerodynamische Gestaltung seiner Objekte. So entstand 1929 der Entwurf für ein Transatlantikflugzeug, den er für das Jahr 1940 als realisierbar ansah. In Geddes Buch Horizons nimmt dieses Flugzeug ein Kapitel ein. Der Entwurf wurde jedoch nie verwirklicht. Finanziert werden sollte das Projekt von Geschäftsleuten aus Chicago, die das Flugzeug zwischen Chicago und London einsetzen wollten. Für die konstruktive Auslegung waren neun Decks, ein Orchestersaal, eine Sporthalle, ein Solarium sowie zwei kleine Hangars für Wasserflugzeuge vorgesehen. Zusammen mit 606 Passagieren sollten 155 Crew-Mitglieder transportiert werden.
Beachtenswert ist die Übereinstimmung in der Grundkonzeption mit der einige Jahre vorher von Junkers entworfenen J.1000.